# GMOコイン
GMOコイン株式会社（ジーエムオーコイン、英: GMO Coin, Inc.）は、暗号通貨取引所「GMOコイン」を運営する企業。
GMOフィナンシャルホールディングスの完全子会社。

## 概要
仮想通貨の売買、レバレッジ取引、送金などのサービスが利用できる。
2016年10月、東証一部上場のGMOインターネット株式会社のグループ会社としてGMO-Z.comコイン株式会社が設立され、2017年8月9日、GMO-Z.comコイン株式会社からGMOコイン株式会社へと社名を変更する。
日本暗号資産取引業協会に所属しており、代表取締役社長の石村富隆は同協会の理事に就任。
また、2018年6月に当時J3のFC琉球と2018シーズンクラブパートナー契約を締結し、千葉ロッテマリーンズのオフィシャルスポンサー契約を締結。
2019年はJ2に昇格したFC琉球と2019シーズンオフィシャルトップパートナー契約を締結する。

## 沿革
- 2016年
  - 10月 - GMO-Z.comコイン株式会社設立[1]
- 2017年
  - 5月31日 - 正式サービス開始
  - 8月9日 - GMOコイン株式会社に社名を変更[1]
  - 9月27日 - イーサリアム、ビットコインキャッシュの取扱開始
  - 9月29日 - 仮想通貨交換業者登録完了を発表
  - 10月25日 - ライトコイン取扱開始
  - 11月29日 - リップル取扱開始
- 2018年
  - 4月23日 - 取締役社長の石村富隆が日本仮想通貨交換業協会（現：日本暗号資産取引業協会）理事就任
  - 5月30日 - 仮想通貨FXアルトコイン4銘柄追加
  - 6月20日 - J3リーグFC琉球の2018シーズンクラブパートナー契約締結
  - 6月26日 - 千葉ロッテマリーンズのオフィシャルスポンサー就任
  - 9月5日 - 取引所サービス開始（ビットコインのみ）
- 2019年
  - 1月18日 - J2リーグFC琉球の2019シーズンオフィシャルトップパートナー就任
  - 1月30日 - 取引所アルトコイン4銘柄追加
  - 2月20日 - 取引所（レバレッジ）取引専用ツール「WebTrader」リリース
- 2023年
  - 4月13日 - 株式交換によりGMOフィナンシャルホールディングスの完全子会社化[2]
  - 9月1日 - FXプライムbyGMOを吸収合併[7][8]

## 取扱銘柄
- BTC：Bitcoin（ビットコイン）
- ETH：Ethereum（イーサリアム）
- BCH：Bitcoin Cash（ビットコインキャッシュ）
- LTC：Litecoin（ライトコイン）
- XRP：Ripple（リップル）
- XEM：NEM（ネム）
- XLM：Stellar Lumens（ステラルーメン）
- BAT：Basic Attention Token（ベーシックアテンショントークン）
- OMG：OMG（オーエムジー）
- XTZ：Tezos（テゾス）
- QTUM：Qtum（クアンタム）
- ENJ：Enjin Coin（エンジンコイン）
- DOT：Polkadot（ポルカドット）
- ATOM：Cosmos（コスモス）
- MONA：Monacoin（モナコイン）
- ADA：Cardano（カルダノ）
- XYM：Symbol（シンボル）
- MKR：MKR（メイカー）
- DAI：DAI（ダイ）
- LINK：Chainlink（チェーンリンク）
- FCR：FCRCoin（FCRコイン）